# Henri van Culent
Henri van Culent of de Culant (†1356) was proost van Sint-Donaas en kanselier van Vlaanderen.
Culant behoorde tot een adellijke Franse familie.
Hij werd in 1333 in het dubbele ambt bevestigd, maar in 1335 verwisselde hij het al voor een ander ambt met Petrus van Chambly.